# Enrico Pescatore
Enrico Pescatore (* vor 1200; † 1230), auch Enrico il Pescatore (‚Heinrich der Fischer‘), geboren als Arrigo de Castro oder Enrico de Castillo, war ein Abenteurer und Freibeuter zu Beginn des 13. Jahrhunderts, wobei Pescatore sein Spitzname war.
Im Jahr 1203 oder 1204 erhielt Enrico Pescatore den Titel Graf von Malta. Der Titel war 1192 durch Tankred von Lecce, von 1190 bis zu seinem Tod im Februar 1194 König von Sizilien, an Margaritone di Brindisi verliehen worden. Nach der Absetzung von Tankreds Sohn Wilhelm III. als König im Dezember 1194 und Übernahme der Herrschaft über Sizilien durch die Staufer wurde der Titel unter Heinrich VI., Kaiser des Heiligen Römischen Reiches und König von Sizilien, an den Admiral von Sizilien, Guglielmo Grasso, vergeben. Enrico erwarb den Titel Graf von Malta auf Grund seiner Beziehungen als Schwiegersohn und Erbe des Guglielmo Grasso.
Im Jahr 1206 konnte Enrico als Verbündeter der Republik Genua weite Teile Kretas besetzen, wo er mehrere Befestigungen wie Belvedere, Bonifacio bei Kasteli in der Gemeinde Kofinas, Bonriparo, Castel Nuovo, Mirabello bei Agios Nikolaos, Malvesin, Mylopotamos bei Panormos, Pediada bei Kastelli, Temene und möglicherweise auch Serakina (Kales) in Ierapetra errichtete oder ausbaute. Bis 1210 wurde er durch die Venezianer von der Insel wieder vertrieben, die ihre Ansprüche auf Kreta geltend machten.
Zu Beginn des Jahres 1221 wurde Enrico/Heinrich von dem jungen König und Kaiser Friedrich II. in das Amt des Admirals bestätigt, und damit mit der Aufsicht über ein umfassendes Flottenbauprogramm, zum Zweck eines unabhängigen Handels und zur Vorbereitung eines Kreuzzuges, beauftragt. Schon im Sommer 1221 brach Heinrich mit einer Flotte von 40 Galeeren zum Kreuzzug von Damiette auf, welcher schon seit drei Jahren tobte. Allerdings erreichte er zu spät die von den Kreuzfahrern eroberte ägyptische Hafenstadt Damiette, denn die waren bereits zum Marsch gegen Kairo aufgebrochen. Bei al-Mansura gerieten die Kreuzfahrer in eine Falle des ägyptischen Sultans und mussten sich im September 1221 ergeben, Heinrich konnte ihnen nicht mehr zu Hilfe eilen. Wegen seines vermeintlichen Versagens fiel er 1223 beim Kaiser in Ungnade, was den Verlust seines Amtes und der Grafschaft Malta nach sich zog. Aber schon kurze Zeit später wurde er wieder in Gnaden aufgenommen und seiner Titel wieder anerkannt, jedoch ohne die Gerichtsbarkeit über das Castrum von Malta.
Im August 1225 brachte Heinrich den Bischof Jakob von Capua nach Akkon, welcher dort den Kaiser in dessen Ferntrauung mit der Königin Isabella II. von Jerusalem vertrat. Anschließend überführte er die Braut nach Brindisi, wo sie am 9. November persönlich mit dem Kaiser verheiratet wurde. In den folgenden Jahren war Heinrich diplomatisch für den Kaiser tätig, besonders während dessen Kreuzzuges (1228–1229) bei dem mit ihm verfeindeten Papst. In den letzten Apriltagen 1229 führte er dem Kaiser im Heiligen Land eine Verstärkungsflotte von 20 Galeeren zu, die bereits im Oktober des Vorjahres angefordert wurden. Allerdings beendete der Kaiser seinen Kreuzzug schon im Mai 1229, so dass Heinrich ihn gleich nach Sizilien zurückbringen konnte.